# 2004年中華民国総統選挙
2004年中華民国総統選挙（2004ねんちゅうかみんこくそうとうせんきょ、繁: 2004年中華民國總統選舉、正式名称: 第11任總統副總統選舉）は、2004年（民国93年）3月20日に中華民国（台湾）で行われた、総統、副総統（第11期）を選出する選挙である。また、選挙原則（普通、平等、直接、秘密選挙）が採用されてから3回目の選挙である。

## 概要
陳水扁が2000年の総統選挙で政権を取った当初から、中華人民共和国は台湾独立志向を持つ陳政権を警戒していた。このため、中国大陸との経済的な交流はあまり進展しなかった。またその他の国への輸出も落ち込み、経済的な面で台湾は苦境に陥っていた。このため選挙戦序盤は、台湾経済の停滞を陳政権の失政と位置付けた汎藍勢力が有利と見られていた。
しかし、アメリカ経済の復調の影響で台湾の輸出が伸びてきたことや、台湾住民の独立意識の高まり（陳水扁は住民投票による独立を強く志向すると位置付けられている憲法改正を主張）、2004年2月28日（＝国民党政権による本省人弾圧事件である二・二八事件が起きた日）に行われた、李登輝主催の台湾独立デモに想定を超える100万人超の参加者が集まるなど）により汎緑勢力の支持率も上がり始め、汎藍勢力と支持率を並べるようになった。
また、台湾の独立は国是に反するという立場を取る中華人民共和国は、過去の中華民国総統選挙において軍事的な示威行動を取り、台湾独立の動きを牽制しようとした（第三次台湾海峡危機）。しかしこの圧力はかえって独立派に勢いを与える結果となった。
このため第三国を介して外交的圧力をかけるなど穏健な形での牽制へと方針が転換されている。しかしながら台湾海峡を挟んで面する福建省沿岸では中国人民解放軍が臨戦体制を取るなど、軍事的な威圧も少なからず行った。

## 選挙制度
総統候補は副総統候補とペアで出馬し、比較多数の候補ペアを当選者とする。中華民国憲法の規定により、任期は4年、再選は1度。
選挙権は、自由地区（台湾地区）に6ヶ月以上在住する20歳以上の中華民国国民に与えられ、在外住民も選挙権を有する。
被選挙権は、自由地区に6か月以上在住し、中華民国国民として15年以上経過した40歳以上が被選挙人として登録できる。ただし、中華民国国籍を回復、帰化した者、大陸地区（中華人民共和国や香港、マカオ）から移住してきた国民は被選挙人として登録できない。
立候補にあたって政党（直近の国政選挙で5％以上の得票）からの推薦を得るか、複数の政党による推薦（推薦政党の直近国政選挙の得票数合計が5%以上）が必要である。
無所属で立候補する場合は被署名推薦と呼ばれ、直近立法院選挙有権者の1.5％の署名を中央選挙委員会に提出する必要があり、署名の結果をもって、立候補資格を得ることが可能となる。

## 候補者
| 泛緑連盟    | 泛緑連盟          | 泛藍連盟        | 泛藍連盟          |
| 民主進歩党  | 民主進歩党        | 中国国民党      | 親民党            |
| 総統候補    | 副総統候補        | 総統候補        | 副総統候補        |
| 陳水扁      | 呂秀蓮            | 連戦            | 宋楚瑜            |
|             |                   |                 |                   |
| 総統 党主席 | 副総統 元桃園県長 | 元副総統 党主席 | 元台湾省長 党主席 |

2004年総統選挙には2人の候補者が出馬した。与党民主進歩党（民進党）から出馬した陳水扁総統候補と呂秀蓮副総統候補の現職ペアと、野党中国国民党（国民党）主席の連戦総統候補と親民党主席の宋楚瑜副総統候補の野党連合ペアである。
なお現職の民進党側は国民党を離党した李登輝前総統が支援し、一方親民党は国民党と同調した選挙活動を行った。このため実質的には台湾の独立（一辺一国）を志向する民進党＋李登輝（民進党のイメージカラーである緑色から汎緑と呼ばれる）と、中華人民共和国との協調を志向する国民党+親民党（国民党のイメージカラーである藍色から汎藍と呼ばれる）とによる一騎討ちとなった。

## 選挙運動
選挙運動期間は同年2月21日から3月19日まで。
選挙戦終盤となった投票日前日の午後、台南市内を車で遊説していた陳水扁総統候補と呂秀蓮副総統候補が銃撃された。銃弾は複数放たれ、陳候補の腹部を縫う負傷を与えたほか、呂候補の脚もかすった。少しずれていれば彼らが即死していた可能性は十分あったが、幸い大事には至らなかった。なお、この事件を聞きつけた連戦陣営は遊説を自粛し、2004年の総統選挙遊説は慌ただしい幕引きとなった。
これらさまざまな出来事があったため、蓋を開けるまで結果が分からないという状態で選挙当日を迎える事となった。

## 選挙結果

### 全国集計
| 県市別投票結果 |

| 郷鎮市区別投票結果 |

| 候補者                                           | 候補者             | 候補者             | 所属政党            | 3月20日 中央選挙委員会公告                    | 3月20日 中央選挙委員会公告                    | 5月18日 再集計結果                            | 5月18日 再集計結果                            | 11月4日 高等法院判決                          | 11月4日 高等法院判決                          |
| 総統                                             | 総統               | 副総統             | 所属政党            | 得票数                                        | 得票率                                        | 得票数                                        | 得票率                                        | 得票数                                        | 得票率                                        |
|                                                  | 陳水扁             | 呂秀蓮             | ' 民主進歩党        | 6,471,970                                     | 50.11%                                        | 6,446,900                                     | 50.09%                                        | 6,461,177                                     | 50.10%                                        |
|                                                  | 連戦               | 宋楚瑜             | 中国国民党・ 親民党 | 6,442,452                                     | 49.89%                                        | 6,423,906                                     | 49.91%                                        | 6,435,614                                     | 49.90%                                        |
| 有効票数（有効率）                               | 有効票数（有効率） | 有効票数（有効率） | 有効票数（有効率）  | 12,914,422                                    | 97.45%                                        | -                                             | -                                             | -                                             | -                                             |
| 無効票数（無効率）                               | 無効票数（無効率） | 無効票数（無効率） | 無効票数（無効率）  | 337,297                                       | 2.55%                                         | -                                             | -                                             | -                                             | -                                             |
| 投票者数（投票率）                               | 投票者数（投票率） | 投票者数（投票率） | 投票者数（投票率）  | 13,251,719                                    | 80.28%                                        | -                                             | -                                             | -                                             | -                                             |
| 棄権者数（棄権率）                               | 棄権者数（棄権率） | 棄権者数（棄権率） | 棄権者数（棄権率）  | 3,255,460                                     | 19.72%                                        | -                                             | -                                             | -                                             | -                                             |
| 有権者数                                         | 有権者数           | 有権者数           | 有権者数            | 16,507,179                                    | 100.0%                                        | -                                             | -                                             | -                                             | -                                             |
|                                                  |                    |                    |                     | 陳水扁・呂秀蓮 (50.11%) 連戦・宋楚瑜 (49.89%) | 陳水扁・呂秀蓮 (50.11%) 連戦・宋楚瑜 (49.89%) | 陳水扁・呂秀蓮 (50.09%) 連戦・宋楚瑜 (49.91%) | 陳水扁・呂秀蓮 (50.09%) 連戦・宋楚瑜 (49.91%) | 陳水扁・呂秀蓮 (50.10%) 連戦・宋楚瑜 (49.90%) | 陳水扁・呂秀蓮 (50.10%) 連戦・宋楚瑜 (49.90%) |
| 出典：中央選挙管理会 選挙資料庫 （繁体字中国語） |                    |                    |                     |                                               |                                               |                                               |                                               |                                               |                                               |

投票は台湾標準時の16時で締め切られた。即日開票の結果、投票率は80.28％で、得票数は、陳総統候補・呂副総統候補が647万1,970票（50.11％）、連総統候補・宋副総統候補が644万2,452票（49.89％）となり、陳候補が総統に、呂候補が副総統に当選した。その差はわずか2万9,518票（0.23%）、33万7,297票（投票数の2.55％）あった無効票の数よりもはるかに少ない票差という大接戦だった。今選挙から中央選挙委員会が有効票の基準を厳格化したことで、無効票数は前回選挙から倍増した。
これらの結果が発表され、落選が確実となった連戦・国民党主席は、彼の支持者の前で「この選挙は無効」「陳水扁銃撃事件は自作自演だ」と訴える抗議を表明。支持者を巻き込んで行われた抗議デモは数日間続いた。一時的に中央選挙委員会の機能が麻痺することもあった。中央選挙委員会の本部が入っているビルの正面玄関を抗議デモ隊が取り囲み、3月26日にはビル内に突入したことで警官隊と衝突、中央選挙委員会による当選公告も法定ぎりぎりの26日にまでずれ込んだ。
これら連戦陣営の抗議を受けて、再選した陳水扁総統は、高等法院（日本でいう最高裁判所）による票の数え直しと、それに向けた緊急の法制定に応じた。高等法院では、連氏が提出した選挙無効と票の再集計請求の訴えを受理（ただしいったん差し戻した）、陳総統の同意も受けて、票の再集計に対する審理が行われた。5月10日から再集計が開始され、再集計が行われる一方で、5月20日には陳水扁の総統就任式が行われた。

### 県市別
| 県市                                             | 有権者数  | 陳水扁、呂秀蓮 | 陳水扁、呂秀蓮 | 連戦、宋楚瑜 | 連戦、宋楚瑜 | 無効票 | 投票率 | 次点との得票差 |
| 県市                                             | 有権者数  | 得票数         | 得票率         | 得票数       | 得票率       | 無効票 | 投票率 | 次点との得票差 |
| ------------------------------------------------ | --------- | -------------- | -------------- | ------------ | ------------ | ------ | ------ | -------------- |
| 台北市                                           | 1,981,562 | 690,379        | 43.47%         | 897,870      | 56.53%       | 30,789 | 81.71% | -207,491       |
| 台北県                                           | 2,685,778 | 1,000,265      | 46.94%         | 1,130,615    | 53.06%       | 52,948 | 81.31% | -130,350       |
| 基隆市                                           | 290,439   | 90,276         | 40.56%         | 132,289      | 59.44%       | 4,996  | 78.35% | -42,013        |
| 宜蘭県                                           | 337,886   | 147,848        | 57.71%         | 108,361      | 42.29%       | 8,885  | 78.46% | 39,487         |
| 桃園県                                           | 1,273,026 | 448,770        | 44.68%         | 555,688      | 55.32%       | 30,838 | 81.33% | -106,918       |
| 新竹県                                           | 323,148   | 92,576         | 35.93%         | 165,027      | 64.07%       | 6,737  | 81.80% | -72,451        |
| 新竹市                                           | 271,967   | 96,818         | 44.88%         | 118,924      | 55.12%       | 5,143  | 81.22% | -22,106        |
| 苗栗県                                           | 407,634   | 123,427        | 39.24%         | 191,059      | 60.76%       | 10,868 | 79.82% | -67,632        |
| 台中県                                           | 1,070,877 | 440,479        | 51.79%         | 410,082      | 48.21%       | 21,270 | 81.41% | 30,397         |
| 台中市                                           | 710,555   | 267,095        | 47.34%         | 297,098      | 52.66%       | 10,566 | 80.89% | -30,003        |
| 彰化県                                           | 947,526   | 383,296        | 52.26%         | 350,128      | 47.74%       | 26,288 | 80.18% | 33,168         |
| 南投県                                           | 396,464   | 146,415        | 48.75%         | 153,913      | 51.25%       | 8,784  | 77.97% | -7,498         |
| 雲林県                                           | 552,795   | 243,129        | 60.32%         | 159,906      | 39.68%       | 16,748 | 75.94% | 83,223         |
| 嘉義県                                           | 421,904   | 199,466        | 62.79%         | 118,189      | 37.21%       | 11,554 | 78.03% | 81,277         |
| 嘉義市                                           | 193,458   | 85,702         | 56.06%         | 67,176       | 43.94%       | 2,905  | 80.53% | 18,526         |
| 台南県                                           | 826,288   | 421,927        | 64.79%         | 229,284      | 35.21%       | 19,313 | 81.15% | 192,643        |
| 台南市                                           | 547,903   | 251,397        | 57.77%         | 183,786      | 42.23%       | 8,247  | 80.93% | 67,611         |
| 高雄市                                           | 1,117,380 | 500,304        | 55.64%         | 398,769      | 44.37%       | 15,012 | 81.81% | 101,535        |
| 高雄県                                           | 919,717   | 425,265        | 58.40%         | 302,937      | 41.60%       | 21,903 | 81.56% | 122,328        |
| 屏東県                                           | 669,646   | 299,321        | 58.11%         | 215,796      | 41.89%       | 13,383 | 78.92% | 83,525         |
| 台東県                                           | 180,255   | 40,203         | 34.48%         | 76,382       | 65.52%       | 3,198  | 66.45% | -36,179        |
| 花蓮県                                           | 259,334   | 53,501         | 29.79%         | 126,041      | 70.21%       | 4,523  | 70.98% | -72,540        |
| 澎湖県                                           | 69,545    | 22,162         | 49.47%         | 22,639       | 50.53%       | 1,213  | 66.16% | -477           |
| 金門県                                           | 45,353    | 1,701          | 6.45%          | 26,433       | 93.54%       | 1,069  | 64.39% | -24,732        |
| 連江県                                           | 6,739     | 248            | 5.76%          | 4,060        | 94.24%       | 117    | 65.66% | -3,812         |
| 出典：中央選挙管理会 選挙資料庫 （繁体字中国語） |           |                |                |              |              |        |        |                |

本選挙では、候補が2党のみであり両候補の得票率も50.11％・49.89％という驚異的な大僅差であることから、県市別で優勢になった候補と政党の支持の強さがほぼ完全に一致するとされる。
中間地帯を支持基盤にしようとする候補者がいなくなったことで、両陣営が直接対決しともに前回選挙から得票率を伸ばすことになった。
民主進歩党の陳水扁は、前回と同様に地盤である9県市で得票率55%以上を獲得。台湾のスイング・ステートである彰化県のほか、新たに台中県でもリードし、大僅差で再選を果たした。
中国国民党の連戦は、前回の宋楚瑜と同様に泛藍連盟の地盤である6県で得票率60%以上を獲得、また台北県・市、桃園県、台中市といった都市部でもリードしたものの、地盤の6県は人口が少ないが後半4県市は人口が多いため、陳水扁に票差で大僅差にまで迫ったが、誤差レベルで届かず再び落選となった。